# Aimée Duffy (EP de Duffy)
Aimée Duffy é um Extended play (EP) em língua galesa da cantora Duffy, antes conhecida por seu nome completo, Aimeé Duffy, lançado em 2004 pela gravadora galesa Awen Records. Originalmente intitulado Rock, Roll & Soul, o lançamento veio depois que a artista alcançou o segundo lugar em um show de talentos na televisão galesa.

## Antecedentes e lançamento do EP
Depois de terminar o ensino médio, GCSEs, em Pembrokeshire, Duffy voltou para Nefyn quando tinha quinze anos e começou a cantar em várias bandas locais. Após um projeto musical malsucedido na Suíça, Duffy voltou ao País de Gales em 2003 e foi convidada para aparecer no programa Wawffactor, um programa de televisão galês semelhante ao Pop Idol, na estação local S4C . Haviam expectativas de que ela vencesse, mas ficou em segundo lugar, perdendo para a vencedora Lisa Pedrig.
Em 2004, Duffy gravou o EP contendo três canções, que foi escrito pela artista e produzido por Paul Eastham da banda internacional de rock celta COAST e lançado pela Awen Records no mesmo ano. O lançamento deste EP e sua aparição no WawFfactor garantiram a ela a popularização do seu nome entre a comunidade de língua galesa do País de Gales. O título do EP é o nome completo de Duffy, e também foi lançado sob o nome de Aimée Duffy. Foi após o lançamento do EP que ela decidiu usar o nome artístico "Duffy" profissionalmente.

## Lista de músicas
Todas as canções foram escritas por  Duffy, produzidas por Bev Jones e musicada por Winter of Clowns.
| N.º            | Título              | Duração |  |
| 1.             | "Dim Dealltwriaeth" |         |  |
| 2.             | "Hedfan Angel"      |         |  |
| 3.             | "Cariad Dwi'n Unig" |         |  |
| Duração total: | Duração total:      | 13:28   |  |

## Créditos
Adaptado de Awen Records e Aimée Duffy .
Música e letras
- Aimée Ann Duffy - letras, vocais principais
- Paul Eastham"costa - música
- Bev Jones - Produção
- Tim Woodward - domínio

Instrumentação
- Paul Eastham – piano, sintetizadores, guitarra
- Mark Beal - bateria
- Greg Latham - graves
- Charlie Goodall – guitarra solo ("Hedfan Angel")
- Graham Land - pratos ("Cariad Dwi'n Unig")

Gráficos e design
- Ed Pari Jones - imagens
- Kit Wong - design gráfico
- Mark Walker – assistente de design gráfico
- Lois Griffin - arte